# Pyogenesis
Pyogenesis es un grupo musical alemán creado en 1991 y procedente de Stuttgart aunque actualmente residen en Hamburgo. Comenzaron siendo un grupo de death metal y más adelante fueron uno de los referentes del death/doom y el metal gótico durante los 90. A partir del cuarto disco Unpop de 1997 el grupo da una vuelta de tuerca importante a su música, convirtiéndose en un grupo de rock alternativo y punk rock. Estilo que mantendrian hasta She Makes Me Wish I Had A Gun (2002) cuya portada que mostraba una pistola sobre una almohada de terciopelo rojo tuvo que ser retirada de los carteles promocionales de su respectiva gira a causa de un ataque suicida que tuvo lugar en un colegio de Turingia. Tras varios años de silencio, Pyogenesis regresa con A Century in the Curse of Time en 2015 donde presentan un sonido experimental con elementos que van desde el rock alternativo y metal alternativo hasta metal gótico, doom metal y death metal.

## Miembros actuales
- Flo Schwarz - guitarras, voz y teclados (1991-presente)
- Malte Brauer - bajo (2002-presente)
- Jan Räthje - batería (2015-presente)
- Thilo Schmidt - guitarras (2018-presente)

## Exmiembros
- Thomas Wildelau - batería
- Joe 'Azazel' Proell - bajo (1991-1994)
- Pit Muley - batería (1991-1993)
- Tim 'Asmodeus' Eiermann - guitarra y voz (1991-1999, 2014-2015)
- Wolle Maier - batería (1993-1999)
- Roman Schönsee - bajo (1995-1999)
- Mirza Kapidzic - bajo (2000-2001)
- Tobias "Briefmarke" Morrell - batería (2000-?)
- Sophie Rutard - guitarras (2000-?)
- Gizz Butt - guitarras (2015-2018)

## Discografía
- 1992: Ignis Creatio (miniálbum, Osmose Productions/SPV Records)
- 1994: Sweet X-Rated Nothings (Nuclear Blast/Warner Music)
- 1995: Twinaleblood (Nuclear Blast/Warner Music)
- 1997: Unpop (Nuclear Blast/Warner Music)
- 1998: Mono … Or Will It Ever Be the Way It Used to Be (Nuclear Blast/Warner Music)
- 2000 P … or Different Songs in Different Sounds (Remix-Album, CD-Digipak, Nuclear Blast/Warner Music)
- 2002: She Makes Me Wish I Had a Gun (Hamburg Records / Sony Music)
- 2015: A Century in the Curse of Time (AFM Records)
- 2017: A Kingdom to Disappear (AFM Records)
- 2020: A Silent Soul Screams Loud (AFM Records)

### Maquetas, EP y sencillos
- 1991 Ode to the Churning Seas of Nar-Mataru (Demo-Tape)
- 1991: Rise of the Unholy (Mephitic Productions)
- 1992: Sacrificious Profanity (Symphonies of Death Records)
- 1994: Waves of Erotasia (Nuclear Blast/SPV Records)
- 1995: Underneath EP (MDD Records)
- 1996: Love Nation Sugarhead (Nuclear Blast/Warner Music)
- 2002: I Feel Sexy (Hamburg Records/Sony Music)

### Videos musicales
- 1995: Twinaleblood
- 1995: Addiction Pole
- 1996: Love Nation Sugarhead
- 1997: Blue Smiley’s Plan
- 1998: Drive Me Down
- 2000: Empty Space
- 2002: Don’t You Say Maybe
- 2015: Steam Paves Its Way (The Machine)
- 2015: Lifeless
- 2017: Sleep Is Good / Every Man for Himself … and God Against All
- 2017: I Have Seen My Soul
- 2017: New Helvetia
- 2019: Will I Ever Feel The Same